# アラビス (ニュージーランドのコルベット)
アラビス (HMNZS Arabis) はニュージーランド海軍のコルベット。改フラワー級。
1943年2月26日起工。グリーノックのジョージ・ブラウン社で同年10月28日に進水。1944年2月22日就役。同年3月16日竣工。艦長はJ. H. Seelye中佐。
5月23日にグリーノックより出航。アゾレス諸島までは船団と共に進み、それからパナマ運河経由でオークランドへ向かい、8月15日に到着した。
12月26日に「アラビス」はオークランドから出航してソロモン諸島へ向かい、12月14日にRenard Soundに到着した。以後ソロモン諸島にあり、1945年4月6日から6月初めまではエリス諸島に配備された。6月12日に「アラビス」はガダルカナル島より出航し、6月20日にオークランドに着いた。7月、「アラビス」は掃海艇「トゥイ」とともにヌメアからオークランドまでFairmile B motor launchを護送した。12月、トンガを訪問。
1946年3月7日から6月4日までキュビエ島水域の掃海が行われ、「アラビス」はコルベット「アービュタス」、掃海艇「Kiwi」とともにそれに従事した。
7月25日、予備役となる。1948年、「アラビス」と同型の「アービュタス」はイギリス海軍に返還された。2隻は4月にニュージーランドを離れて6月29日にポーツマスに着いた。
1951年8月、解体。